# یواس‌اس نوبل (ای‌پی‌ای-۲۱۸)
یواس‌اس نوبل (ای‌پی‌ای-۲۱۸) (به انگلیسی: USS Noble (APA-218)) یک کشتی بود که طول آن ۴۵۵ فوت (۱۳۹ متر) بود. این کشتی در سال ۱۹۴۴ ساخته شد.